# アレクサンダー郡 (ノースカロライナ州)
アレクサンダー郡（英: Alexander County）は、アメリカ合衆国ノースカロライナ州の西部に位置する郡である。2010年国勢調査での人口は37,198人であり、2000年の33,603人から10.6%増加した。郡庁所在地はテイラーズビル市（人口2,098人）であり、同郡で人口最大の町は国勢調査指定地域であるベツレヘム（人口4,214人）である。
アレクサンダー郡はヒッコリー・レノア・モーガントン大都市圏に属している。

## 歴史
アレクサンダー郡は1847年にノースカロライナ州議会に承認された。郡域は当時のアイアデル郡、コールドウェル郡、ウィルクス郡のそれぞれ一部が取られた。郡名はノースカロライナ州下院議長を務めたウィリアム・ジュリアス・アレクサンダーに因んで名付けられた。

## 郡政府
アレクサンダー郡は地域自治体の委員会であるウェスタン・ピードモント自治体委員会のメンバーである

## 地理
アメリカ合衆国国勢調査局に拠れば、郡域全面積は263平方マイル (680 km2)であり、このうち陸地260平方マイル (670 km2)、水域は3平方マイル (7.8 km2)で水域率は1.12%である。
アレクサンダー郡はは州の西部、ピードモント台地に入っている。特徴ある地形としては、さらに西にあるブルーリッジ山脈の支脈で、深く侵食されているブラッシー山脈がある。地元では単に「ブラッシーズ」と呼ばれるこの山脈はそれほど高いものではないが、周辺からみれば300ないし1,000フィート (90 - 300 m) 立ち上がり、北の地平線を作っている。郡内最高地点はブラッシーズのヒッコリーノブであり、標高は2,560フィート (780 m) である。孤立法のバーレット山が郡西部にある。その他の部分は穏やかにうねる田園部である。郡内最大の河川はカトーバ川であり、南側境界になっている。
郡内の未編入の町であるヒッデナイトにはエメラルド、サファイアおよびリシア輝石の変種であるヒッデナイトを産出する鉱山がある。

### 郡区
アレクサンダー郡は8つの郡区に分割されている。ベツレヘム、エレンデール、グワルトニー、リトルリバー、シュガーローフ、テイラーズビル、ウィッテンバーグ、ストーニーポイントの各郡区である。

### 隣接する郡
- ウィルクス郡 - 北
- アイアデル郡 - 東
- カトーバ郡 - 南
- コールドウェル郡 - 西

## 人口動態
以下は2000年国勢調査による人口統計データである。
| 基礎データ - 人口: 33,603人 - 世帯数: 13,137 世帯 - 家族数: 9,747 家族 - 人口密度: 50人/km2（129人/mi2） - 住居数: 14,098軒 - 住居密度: 21軒/km2（54軒/mi2） 人種別人口構成 - 白人: 92.00% - アフリカン・アメリカン: 4.63% - ネイティブ・アメリカン: 0.15% - アジア人: 1.04% - その他の人種: 1.34% - 混血: 0.84% - ヒスパニック・ラテン系: 2.50% 年齢別人口構成 - 18歳未満: 24.5% - 18-24歳: 7.9% - 25-44歳: 31.1% - 45-64歳: 24.6% - 65歳以上: 11.9% - 年齢の中央値: 37歳 - 性比（女性100人あたり男性の人口） - 総人口: 99.4 - 18歳以上: 96.7 | 世帯と家族（対世帯数） - 18歳未満の子供がいる: 32.8% - 結婚・同居している夫婦: 60.5% - 未婚・離婚・死別女性が世帯主: 9.4% - 非家族世帯: 25.8% - 単身世帯: 21.9% - 65歳以上の老人1人暮らし: 8.4% - 平均構成人数 - 世帯: 2.54人 - 家族: 2.95人 収入と家計 - 収入の中央値 - 世帯: 38,684米ドル - 家族: 45,691米ドル - 性別 - 男性: 29,857米ドル - 女性: 21,868米ドル - 人口1人あたり収入: 18,507米ドル - 貧困線以下 - 対人口: 8.5% - 対家族数: 5.9% - 18歳未満: 10.2% - 65歳以上: 14.6% |

## 都市と町

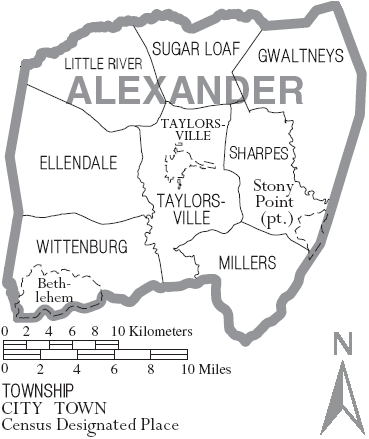
アレクサンダー郡の自治体と郡区

- テイラーズビル - 郡庁所在地

### 未編入の町
| - ベツレヘム - ストーニーポイント - ヒッデナイト - ドラムスタンド | - バシュティ - エレンデール - ウィッテンバーグ - シュガーローフ | - リトルリバー - ミラーズビル |